# Natalia González Peláez
Pour les articles homonymes, voir Peláez.
Natalia González Peláez, née le 22 mars 1966, est une femme politique espagnole membre du Parti socialiste ouvrier espagnol (PSOE).
Elle devient députée de la circonscription des Asturies en septembre 2017.

## Biographie

### Vie professionnelle
Natalia González est titulaire d'une licence en droit. Elle est experte dans les domaines de l'égalité des chances et de la violence de genre.
Elle est avocate au Centre de conseil aux femmes de la ville asturienne de Laviana à partir de 1992. Entre 2006 et 2011, elle travaille comme responsable de la promotion sociale à la fondation municipale des services sociaux de Gijón.

### Activités politiques
Membre du PSOE, elle est responsable du domaine du bien-être social de la section municipale socialiste de la ville de Gijón.
Lors des élections générales anticipées de juin 2016, elle est investie en troisième position sur la liste du parti derrière Adriana Lastra et Antonio Trevín. Cependant, le PSOE ne recueille que 147 920 suffrages et 24,87 % des suffrages exprimés ; ce qui lui donne deux des huit sièges en jeu et ne permet pas l'élection de Natalia González.
En mai 2017, elle est élue par les militants de la section locale de Gijón pour représenter la fédération socialiste des Asturies (FSA-PSOE) au cours du 39e congrès fédéral du parti devant se dérouler au mois de juin suivant et soutient Pedro Sánchez.
Après l'annonce de la démission de Trevín de son mandat parlementaire en août 2017 du fait de différences politiques majeures avec la nouvelle direction du parti menée par Sánchez, elle accepte de le remplacer et devient députée de la circonscription des Asturies au Congrès des députés à partir du 12 septembre suivant. Elle entre alors à la commission de l'Égalité et devient porte-parole adjointe à la commission de l'Équipement. Elle est choisie au poste de première vice-présidente de la commission de l’Économie et de l'Entreprise le 13 septembre 2018, en remplacement de Pere Joan Pons Sampietro.